# Prima Categoria Sardegna 1961-1962
Il campionato di calcio di Prima Categoria 1961-1962 è stato il V livello del campionato italiano. A carattere regionale, fu il terzo campionato dilettantistico con questo nome dopo la riforma voluta da Zauli del 1958.
Questi sono i gironi organizzati dal Comitato Regionale Sardo per la regione Sardegna.

## Girone unico
|  |     | Girone unico Sardegna 1961-62      | Pt  | G   | V   | N   | P   | GF  | GS  |
|  | --- | ---------------------------------- | --- | --- | --- | --- | --- | --- | --- |
|  | 1.  | Pol. Ilvarsenal, La Maddalena      | 51  | 30  | 22  | 7   | 1   | 71  | 15  |
|  | 2.  | S.S. Quartu, Quartu Sant'Elena     | 48  | 30  | 22  | 4   | 4   | 60  | 22  |
|  | 3.  | U.S. Arborea, Arborea              | 38  | 30  | 16  | 6   | 8   | 48  | 33  |
|  | 4.  | Pol. Gennargentu Pacini, Cagliari  | 35  | 30  | 13  | 9   | 8   | 37  | 25  |
|  | 5.  | U.S. Sant'Antioco, Sant'Antioco    | 34  | 30  | 14  | 6   | 10  | 41  | 27  |
|  | 6.  | Pol. Alghero, Alghero              | 32  | 30  | 13  | 6   | 11  | 45  | 26  |
|  | 7.  | Pol. Tharros, Oristano             | 31  | 30  | 10  | 11  | 9   | 26  | 29  |
|  | 8.  | U.S. Sorso, Sorso                  | 29  | 30  | 12  | 5   | 13  | 35  | 42  |
|  | 9.  | S.S. Oschirese, Oschiri            | 27  | 30  | 8   | 11  | 11  | 27  | 34  |
|  | 10. | S.C. Ozierese, Ozieri              | 24  | 30  | 8   | 8   | 14  | 39  | 52  |
|  | 10. | S.S. Attilia, Nuoro                | 24  | 30  | 10  | 4   | 16  | 38  | 57  |
|  | 10. | G.S. Assemini, Assemini            | 24  | 30  | 8   | 8   | 14  | 28  | 38  |
|  | 13. | S.S. Berchiddese, Berchidda        | 23  | 30  | 8   | 7   | 15  | 37  | 49  |
|  | 14. | S.S. Carloforte, Carloforte (-1)   | 22  | 30  | 7   | 9   | 14  | 32  | 41  |
|  | 15. | U.S. Monreale, San Gavino Monreale | 18  | 30  | 4   | 10  | 16  | 21  | 48  |
|  | 16. | A.S. Macomer, Macomer              | 17  | 30  | 5   | 7   | 18  | 21  | 71  |
|  |     |                                    | 477 | 480 | 180 | 118 | 182 | 606 | 609 |

- Nessuna retrocessione per ristrutturazione dei campionati.
- L'Ilvarsenal è promossa in Serie D ed è ammessa alla fase finale del Campionato Dilettanti.
- Una partita data persa a entrambe le squadre.